# 梅志

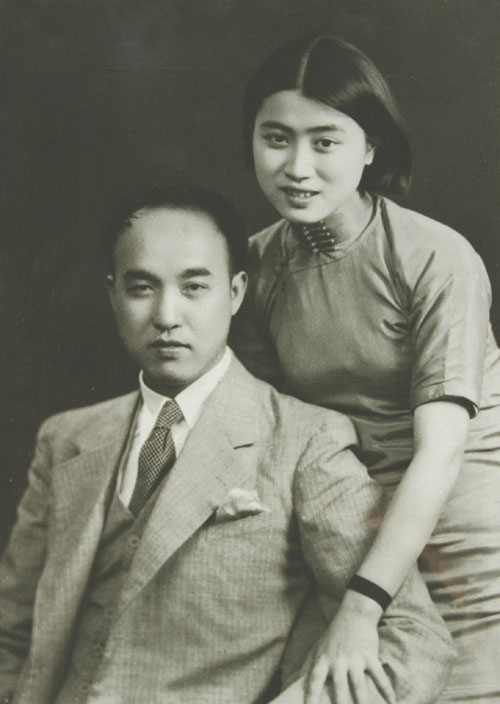
1933年12月胡风与梅志

梅志（1914年5月22日—2004年10月8日），原名屠玘華，又名屠琪（或屠棘），女，祖籍江苏武进，生于江西南昌，中华民国及中华人民共和国儿童文学作家和传记作家。

## 生平
1914年5月22日（农历四月二十八日），梅志生于南昌。父亲屠伯恺是清朝秀才，教书为生，家庭贫困。1931年，梅志随全家迁居上海后，经介绍加入中国左翼作家联盟（简称“左联”）。1933年夏，梅志在左联结识了胡风，在胡风指导下开始写作。1933年底，与胡风结婚。1934年写成散文《受伤之夜》，自此以笔名“梅志”发表作品。抗日战争全面爆发后，胡风、梅志夫妇携长子张晓谷去武汉，后转重庆。梅志在重庆生下女儿张晓风。
1941年皖南事变后，中国共产党组织文化人撤退，一部分赴香港，一部分赴延安去，胡风一家被安排去香港。到香港不久，太平洋战争爆发，日军占领香港。胡风一家随“抢救文化人”的东江游击队抵达桂林，在桂林居住一年后又回重庆。抗日战争胜利后，1946年胡风一家才回到上海。胡风因一直从事左翼文艺，上了中国国民党的黑名单，所以在1948年经中共地下党安排，秘密经香港转赴东北解放区。梅志和孩子们则留在上海。1949年中华人民共和国成立前后，胡风随中共中央统战部到北京参加第一次文代会，会议结束后回上海与梅志和孩子们团聚。
1952年5月，为纪念毛泽东《在延安文艺座谈会上的讲话》发表10周年，舒芜反戈一击，在《长江日报》发表《从头学习〈在延安文艺座谈会上的讲话〉》，被《人民日报》全文转载，并配发胡乔木写的编者按称“存在着以胡风为首的一个文艺上的小集团”。 此时开始公开批判胡风。当时胡风在北京居住，但经常回上海看望梅志和孩子们。梅志当时是上海作协会员，无正式工作，从事儿童文学创作。1953年8月，胡风将全家接到北京定居，这时胡风已被安排到《人民文学》杂志当编委。
1955年5月，《人民日报》发表《关于胡风反党集团的一些材料》，将胡风等人定为“反党集团”，在全国开展大规模批判运动，“胡风分子”陆续被捕。1955年5月17日，胡风被公安部门逮捕，梅志也在胡风被捕数小时后被逮捕。梅志的罪名是帮胡风抄写《三十万言》。在看守所，工作人员劝梅志同胡风划清界限，但被梅志拒绝，梅志坚信胡风无罪。1961年，梅志的母亲逝世，应家属要求，梅志被释放回家奔丧，此后未收监。1965年，经过再三请求，梅志获准到秦城监狱探望胡风。梅志到秦城监狱共探监三次。1965年11月，梅志被定为“胡风反革命集团”骨干，因“宽大处理”免予刑事处分；胡风接受审判，被判处有期徒刑14年，后允许监外执行。1965年底，胡风回到北京家中。1966年2月，胡风被送往四川，梅志与胡风同行。尚未成年的两个孩子张晓风、张晓山留在北京。胡风、梅志夫妇住在成都市内一个小院，由四川省公安厅人员看管。
1966年8月，因文化大革命已开始，胡风、梅志夫妇被连夜送往芦山的一个偏僻的劳改茶场。1966年底，胡风被单独押回成都。起初在看守所，后送到四川省大竹县的四川省第三监狱，并经四川省革委会以“现行反革命罪”改判为无期徒刑。梅志当时仍留在芦山的劳改茶场。胡风在监狱得精神分裂症后，梅志被调到大竹县的四川省第三监狱，狱方给胡风、梅志夫妇一个小房子单独居住。
粉碎“四人帮”后，狱方将胡风送到四川成都治疗，并让胡风参与揭发“四人帮”罪行，写姚文元、张春桥的情况。1979年1月，胡风、梅志夫妇获得释放，重回北京。晚年，梅志一直为胡风的平反而奔走。
2004年10月8日，梅志在北京病逝，享年90岁。

## 著作
儿童文学
- 《小麵人求仙记》
- 《小红帽脱险记》
- 《小青蛙苦鬥记》
- 《梅志童话诗集》
- 《梅志童话选集》
- 《听来的童话》

回忆录
- 《往事如烟——胡风沉冤录》
- 《胡风传》
- 《伴囚记》
- 《在高墙内》
- 《我与胡风》

散文集
- 《花椒红了》
- 《长情赞》（胡风、梅志合作）

## 家庭
- 丈夫：胡风
- 子：张晓谷
- 女：张晓风
- 子：张晓山